# Sorin Grindeanu
Sorin Grindeanu, född 5 december 1973 i Caransebeș, är en rumänsk politiker tillhörande Socialdemokratiska partiet. Mellan 4 januari och 29 juni 2017 var han Rumäniens premiärminister. Mellan 2012 och 2016 var han ledamot av deputeradekammaren, varefter han blev ordförande för länsrådet i Timiș județ. Mellan 2014 och 2015 var han kommunikationsminister i Victor Pontas fjärde regering.